# Aloe venenosa
Aloe venenosa é uma espécie de liliopsida do gênero Aloe, pertencente à família Asphodelaceae.